# Јесеница
Јесеница (словен. Jesenica, итал. Gessenizza) је насељено место у општини Церкно, Горишка регија, Словенија.

## Историја
До територијалне реорганизације у Словенији била је у саставу старе општине Идрија.

## Становништво
У попису становништва из 2011. године, Јесеница је имала 84 становника.
| Број становника према пописима | Број становника према пописима | Број становника према пописима |
| ------------------------------ | ------------------------------ | ------------------------------ |
| 1991                           | 2002                           | 2011                           |
| 84                             | 97                             | 84                             |